# Matthew Abbott
Matthew Abbott (* 1984) je australský nezávislý fotožurnalista a dokumentární fotograf. Získal titul Fotograf roku 2022 v kategorii Příběh roku v soutěži  World Press Photo .

## Životopis
Matthew Abbott se narodil narozený v roce 1984, dokončil studium fotožurnalistiky na Dánské škole médií a žurnalistiky v Aarhusu v Dánsku, které ukončil magisterským studiem fotografie na Sydneyské univerzitě.
Získal titul "Fotograf roku 2022 “ v kategorii Příběh roku v soutěži World Press Photo za dlouhodobou zprávu, která dokumentuje „jak domorodí Australané v Arnhemské zemi strategicky vypalují půdu, aby ochránili své životní prostředí, což je praxe, která probíhá již desítky tisíc let".
Matthew Abbott, člen fotografického kolektivu Oculi, sídlí v Sydney v Austrálii a jeho práce distribuuje agentura Panos Picture. Jeho fotografie publikují The New York Times, The Washington Post, Newsweek, Der Spiegel, GEO a Vogue.

## Veřejné sbírky
Neúplný seznam
- Národní galerie portrétů Austrálie
- Galerie Red Hook (New York)
- Elysejské muzeum, Lausanne, Švýcarsko
- Galerie Sordoni, Wilkes-Barre USA
- Australské centrum fotografie
- Národní knihovna Austrálie
- Sbírka Ethnologisches Museum, Berlín

## Ocenění a uznání
Neúplný seznam
- 2018 : Novinářská cena Nikon-Walkley za australský každodenní život[1]
- 2019 : The Leica Photojournalism Award[1]
- 2020 : World Press Photo “Spot News", 2. cena[3]
- 2022 : World Press Photo of the Year v kategorii Příběh roku[4][2]